# Fédération nationale des travailleurs d'Erets Israel
Ne doit pas être confondu avec Histadrout.
La Fédération nationale des travailleurs d'Erets Israel (de son nom en hébreu : הסתדרות העובדים הלאומית Histadrout Haovdim Haleoumit) est un syndicat israélien fondé en 1934 et suivant les enseignements de Theodor Herzl, Max Nordau, et Zeev Jabotinsky.
Contrairement à la Histadrout, ce syndicat met en avant la séparation entre les employés et les institutions syndicales.
Ce syndicat ne se réclame d'aucun parti, mais certains le considèrent proche du Likoud. Il a été créé par les révisionnistes dans le cadre de la scission des organisations sionistes de 1934-1935, quand le parti révisionniste de Vladimir Jabotinsky (de droite) quitte l'Organisation sioniste mondiale, dominée par la gauche (Mapaï, surtout) et ses alliés du centre (Sionistes généraux).
Son actuel président est Yoav Simchi.